# 사전트 슈라이버
로버트 사전트 슈라이버(영어: Robert Sargent Shriver, 1915년 11월 9일 ~ 2011년 1월 18일)는 미국의 사회운동가, 정치인이다. 존 F. 케네디 대통령의 매제이며, 영화배우 출신 정치인 아널드 슈워제네거의 장인으로, 평화 봉사단·헤드스타트 운동 등의 사회 활동에 참여한 경력으로 알려져 있다.
메릴랜드주의 명문 집안에서 태어났다. 예일 대학교에서 학부와 로스쿨을 졸업했으며, 변호사 자격을 얻었다. 제2차 세계대전 때 반전운동을 했으나 해군에 입대하여 복무했다. 존 F. 케네디의 부친인 조지프 P. 케네디 밑에서 시카고의 초대형 종합빌딩 머천다이즈마트에서 일하며 능력을 인정받았고, 그 인연으로 존 F. 케네디의 여동생 유니스와 교제했고, 1953년 결혼하였다. 시카고 지역사회에서 활동하였고, 1960년 일리노이 주지사에 도전할 생각이었으나. 처남 존 F. 케네디의 대통령 선거를 도왔다. 케네디 대통령은 선거 공약이었던 평화 봉사단을 공식적으로 출범시키고, 슈라이버를 초대 평화봉사단장으로 임명하였다. 1966년까지 평화봉사단장으로 재직한 후, 린든 존슨 대통령의 요청으로 빈곤과의 전쟁 프로그램에 참여하였고, 헤드스타트 운동, 자원봉사 운동 등의 여러 사회 활동 활성화에 기여하였다. 1968년 ~ 1970년 프랑스 주재 대사로 재직하였다. 1972년 대통령 선거에 조지 맥거번의 러닝메이트로 민주당 부통령 후보로 출마하였으나, 리처드 닉슨 대통령과 스피로 애그뉴 부통령에게 큰 차이로 패했다. 1976년 대통령 선거에 도전하였으나, 민주당 예비선거에서 저조한 득표율을 올려 출마하지 않았다. 그 후 워싱턴 D. C.에서 변호사로 활동하다, 부인 유니스가 창설했던 정신지체 장애인 특수올림픽(스페셜 올림픽) 회장으로 1984년 선출되었다. 미국 최고의 정치명가 케네디 가문의 사위로 대내외적으로 활발한 사회운동을 하며 정계 진출도 시도했으나, 케네디 가문과의 관계는 복합적이었다. 2000년대에 고령과 알츠하이머병으로 투병하다, 2011년 1월 18일 95세로 사망하였다. 버락 오바마 대통령은 "슈라이버는 미국의 가장 위대한 세대를 빛낸 밝은 빛이었으며, 장시간에 걸친 뛰어난 경력을 통해 공직이 무엇인지를 몸소 보여주었다"고 그의 업적을 기렸다.
그는 부인 유니스와의 사이에 다섯 자녀를 남겼고, 다섯 자녀 중 둘째이며 장녀인 마리아는 영화배우 출신으로 캘리포니아 주지사를 지낸 아널드 슈워제네거와 결혼했다.

## 역대 선거 결과
| 선거명      | 직책명        | 대수 | 정당   | 득표율 | 득표수 (선거인단)   | 결과 | 당락 |
| ----------- | ------------- | ---- | ------ | ------ | ------------------- | ---- | ---- |
| 1972년 선거 | 미국의 부통령 | 39대 | 민주당 | 37.47% | 29,084,726표 (17명) | 2위  | 낙선 |